# Кшауши
Кша́уши (чув. Кăшавăш) — деревня в Чебоксарском районе Чувашской Республики. Входит в состав Кшаушского сельского поселения.

## География
Находится в северной части Чувашии на расстоянии приблизительно 12 км на запад-юго-запад по прямой от районного центра поселка Кугеси.

## История
Известна с 1719 года, когда здесь проживало 133 мужчины. В 1763 году был учтен 151 житель мужского пола, в 1795 году 55 дворов и 404 жителя. В первой половине XIX века деревня разделилась на Большие Кшауши (Тоганашева) и Малые Кшауши. В Больших Кшаушах было учтено: в 1859 — 52 двора, 251 житель, в 1897—315, в 1926 — 70 дворов, 318 жителей; в Малых Кшаушах: в 1859 — 32 двора, 131 житель, в 1897—170 жителей, в 1926 — 42 двора, 159 жителей. В 1927 году деревня стала единой. В 1939 здесь был учтен 441 житель, в 1979—340. В 2002 году было 92 двора, 2010 — 96 домохозяйств. В период коллективизации образован колхоз им. К.Маркса, в 2010 году работало ФГУП "Учебно-опытное хозяйство «Приволжское».

## Население
Постоянное население составляло 283 человека (чуваши 88 %) в 2002 году, 321 в 2010.